# Alžběta Dánská (1485–1555)
Alžběta Dánská (24. června 1485, Fyn – 10. června 1555, Berlín) byla skandinávská princezna, která se sňatkem s Jáchymem I. Nestorem stala braniborskou kurfiřtkou. Narodila se jako dcera dánského, švédského a norského krále Jana a jeho manželky Kristiny Saské.

## Život
Jako dítě měla Alžběta blízký vztah se svým starším bratrem, budoucím králem Kristiánem II. Číst a psát uměla jak v dánštině, tak němčině. 10. dubna 1502 proběhla dvojitá svatba, šestnáctiletá Alžběta se vdávala za o rok staršího kurfiřta Jáchyma I. Nestora Braniborského a její strýc, budoucí král Frederik I. Dánský, se ženil s kurfiřtovou sestrou Annou Braniborskou. Během prvních dvaceti let bylo Alžbětino manželství s Jáchymem harmonické a manželé spolu dobře vycházeli. V roce 1507 přijala ve své nové zemi matku, v roce 1515 se zúčastnila svatby bratra Kristiána a v roce 1523 jej přijala v Braniborsku.
Její manžel byl během Reformace zaníceným příznivcem katolické církve. V roce 1523 navštívila Alžběta s bratrem a švagrovou kázání Martina Luthera a stala se přesvědčenou protestantkou. V roce 1527 veřejně přijala protestantskou víru; to znamenalo veřejnou roztržku s katolickou církví a způsobilo i konflikt s manželem. V roce 1528 se její manžel dotázal klerikálního koncilu katolické církve, zda by se měl rozvést, nebo manželku popravit či izolovat, pokud se odmítne vzdát svého přesvědčení. Církevní rada odpověděla, že by ji měl uvěznit.
Alžběta uprchla ke dvoru svého strýce, kurfiřta Jana Saského, a následně vypukla veřejná debata: protestantští panovníci a její bratr ji podporovali, Luther podporoval její svobodu opustit kvůli náboženství manžela; ona sama pak prohlásila, že by se vrátila, pokud by si mohla ponechat své přesvědčení a manžel by se vzdal cizoložství a zájmu o astrologii. Pokud by se tak nestalo, navrhla, aby se rozešli, přičemž odkazovala na rozluku svých vlastních rodičů v roce 1504. Dostala sídlo u Wittenbergu. Její manžel jí však odmítl poskytnout rentu a zakázal jejím synům, aby ji navštívili. V roce 1532 zemřel její strýc a bratr byl uvězněn, tím ztratila své příznivce.
V roce 1535 její manžel zemřel a synové ji požádali, aby se vrátila do Braniborska. Změnili však názor, když požadovala, aby farnosti v jejích vdovských zemích byly protestantské. Nakonec se vrátila v roce 1545 a usadila se ve Spandau.
Byla nespokojená se sňatkem syna Jáchyma II. Hektora s polskou princeznou Hedvika. Pro Hedviku se totiž v její soukromé kapli konaly katolické bohoslužby a navíc nová kurfiřtka nemluvila německy, z čehož byla Alžběta nešťastná.

## Potomci
Princezna Alžběta Dánská měla se svým manželem pět dětí:
- Jáchym II. Hektor Braniborský (13. ledna 1505 – 3. ledna 1571), braniborský kurfiřt od roku 1535 až do své smrti,
⚭ 1524 Magdalena Saská (7. března 1507 – 25. ledna 1534)
⚭ 1535 Hedvika Jagellonská (15. března 1513 – 7. února 1573)
- Anna Braniborská (1. ledna 1507 – 19. června 1567), ⚭ 1524 Albrecht VII. Meklenburský (25. července 1486 – 5. ledna 1547), vévoda meklenburský
- Alžběta Braniborská (24. srpna 1510 – 25. května 1558),
⚭ 1525 Erik I. Brunšvicko-Lüneburský (16. února 1470 – 30. července 1540)
⚭ 1546 hrabě Poppo XII. z Hennebergu (1513–1574)
- Markéta Braniborská (1511 – po 3. listopadu 1577),
⚭ 1530 Jiří I. Pomořanský (11. dubna 1493 – 10. května 1531)
⚭ 1534 Jan V. Anhaltsko-Zerbstský (4. září 1504 – 4. února 1551)
- Jan Braniborsko-Küstrinský (3. srpna 1513 – 13. ledna 1571), markrabě Braniborsko-Küstrinský, ⚭ 1537 Kateřina Brunšvicko-Wolfenbüttelská (1518–1574)

## Vývod z předků
|                |                                         |  |                   |                                        |  |  |  |  |  |  |  | Kristián V. Oldenburský |
|                |                                         |  |                   |                                        |  |  |  |  |  |  |  |                         |
|                | Dětřich Oldenburský                     |  |                   |                                        |  |  |  |  |  |  |  |                         |
|                |                                         |  |                   |                                        |  |  |  |  |  |  |  |                         |
|                |                                         |  |                   | Anežka z Honsteinu                     |  |  |  |  |  |  |  |                         |
|                |                                         |  |                   |                                        |  |  |  |  |  |  |  |                         |
|                | Kristián I. Dánský                      |  |                   |                                        |  |  |  |  |  |  |  |                         |
|                |                                         |  |                   |                                        |  |  |  |  |  |  |  |                         |
|                |                                         |  |                   | Gerhard VI. Holštýnsko-Rendsburský     |  |  |  |  |  |  |  |                         |
|                |                                         |  |                   |                                        |  |  |  |  |  |  |  |                         |
|                | Helvig Holštýnsko-Rendsburská           |  |                   |                                        |  |  |  |  |  |  |  |                         |
|                |                                         |  |                   |                                        |  |  |  |  |  |  |  |                         |
|                |                                         |  |                   | Kateřina Alžběta Brunšvicko-Lüneburská |  |  |  |  |  |  |  |                         |
|                |                                         |  |                   |                                        |  |  |  |  |  |  |  |                         |
|                | Jan I. Dánský                           |  |                   |                                        |  |  |  |  |  |  |  |                         |
|                |                                         |  |                   |                                        |  |  |  |  |  |  |  |                         |
|                |                                         |  |                   | Fridrich I. Braniborský                |  |  |  |  |  |  |  |                         |
|                |                                         |  |                   |                                        |  |  |  |  |  |  |  |                         |
|                | Jan Braniborsko-Kulmbašský              |  |                   |                                        |  |  |  |  |  |  |  |                         |
|                |                                         |  |                   |                                        |  |  |  |  |  |  |  |                         |
|                |                                         |  |                   | Alžběta Bavorská                       |  |  |  |  |  |  |  |                         |
|                |                                         |  |                   |                                        |  |  |  |  |  |  |  |                         |
|                | Dorotea Braniborská                     |  |                   |                                        |  |  |  |  |  |  |  |                         |
|                |                                         |  |                   |                                        |  |  |  |  |  |  |  |                         |
|                |                                         |  |                   | Rudolf III. Saský                      |  |  |  |  |  |  |  |                         |
|                |                                         |  |                   |                                        |  |  |  |  |  |  |  |                         |
|                | Barbora Sasko-Wittenberská              |  |                   |                                        |  |  |  |  |  |  |  |                         |
|                |                                         |  |                   |                                        |  |  |  |  |  |  |  |                         |
|                |                                         |  |                   | Barbora Lehnická                       |  |  |  |  |  |  |  |                         |
|                |                                         |  |                   |                                        |  |  |  |  |  |  |  |                         |
| Alžběta Dánská |                                         |  |                   |                                        |  |  |  |  |  |  |  |                         |
|                |                                         |  |                   |                                        |  |  |  |  |  |  |  |                         |
|                |                                         |  | Fridrich I. Saský |                                        |  |  |  |  |  |  |  |                         |
|                |                                         |  |                   |                                        |  |  |  |  |  |  |  |                         |
|                | Fridrich II. Saský                      |  |                   |                                        |  |  |  |  |  |  |  |                         |
|                |                                         |  |                   |                                        |  |  |  |  |  |  |  |                         |
|                |                                         |  |                   | Kateřina Brunšvicko-Lüneburská         |  |  |  |  |  |  |  |                         |
|                |                                         |  |                   |                                        |  |  |  |  |  |  |  |                         |
|                | Arnošt Saský                            |  |                   |                                        |  |  |  |  |  |  |  |                         |
|                |                                         |  |                   |                                        |  |  |  |  |  |  |  |                         |
|                |                                         |  |                   | Arnošt Habsburský                      |  |  |  |  |  |  |  |                         |
|                |                                         |  |                   |                                        |  |  |  |  |  |  |  |                         |
|                | Markéta Habsburská                      |  |                   |                                        |  |  |  |  |  |  |  |                         |
|                |                                         |  |                   |                                        |  |  |  |  |  |  |  |                         |
|                |                                         |  |                   | Cimburgis Mazovská                     |  |  |  |  |  |  |  |                         |
|                |                                         |  |                   |                                        |  |  |  |  |  |  |  |                         |
|                | Kristina Saská                          |  |                   |                                        |  |  |  |  |  |  |  |                         |
|                |                                         |  |                   |                                        |  |  |  |  |  |  |  |                         |
|                |                                         |  |                   | Arnošt Bavorský                        |  |  |  |  |  |  |  |                         |
|                |                                         |  |                   |                                        |  |  |  |  |  |  |  |                         |
|                | Albrecht III. Bavorský                  |  |                   |                                        |  |  |  |  |  |  |  |                         |
|                |                                         |  |                   |                                        |  |  |  |  |  |  |  |                         |
|                |                                         |  |                   | Alžběta Visconti                       |  |  |  |  |  |  |  |                         |
|                |                                         |  |                   |                                        |  |  |  |  |  |  |  |                         |
|                | Alžběta Bavorská                        |  |                   |                                        |  |  |  |  |  |  |  |                         |
|                |                                         |  |                   |                                        |  |  |  |  |  |  |  |                         |
|                |                                         |  |                   | Erik I. Brunšvicko-Grubenhagenský      |  |  |  |  |  |  |  |                         |
|                |                                         |  |                   |                                        |  |  |  |  |  |  |  |                         |
|                | Anna Brunšvicko-Grubenhagensko-Einbecká |  |                   |                                        |  |  |  |  |  |  |  |                         |
|                |                                         |  |                   |                                        |  |  |  |  |  |  |  |                         |
|                |                                         |  |                   | Alžběta Brunšvicko-Göttingenská        |  |  |  |  |  |  |  |                         |
|                |                                         |  |                   |                                        |  |  |  |  |  |  |  |                         |